# Exiliboa placata
Exiliboa placata is een slang uit de familie reuzenslangen (Boidae).

## Naam en indeling
De wetenschappelijke naam van de soort werd voor het eerst voorgesteld door Charles Mitchill Bogert in 1968. Vroeger werd de slang tot de familie dwergboa's (Tropidophiidae) gerekend, het is tegenwoordig de enige soort uit het monotypische geslacht Exiliboa.

## Verspreiding en habitat
Exiliboa placata komt endemisch voor in Mexico, in de staat Oaxaca. De slang is bodembewonend. De habitat bestaat uit tropische en subtropische nevelbossen, zowel in laaglanden als in bergstreken. Het holotype werd aangetroffen op een hoogte van 2300 meter boven zeeniveau.

## Beschermingsstatus
Door de internationale natuurbeschermingsorganisatie IUCN is de beschermingsstatus 'kwetsbaar' toegewezen (Vulnerable of VU).